# Forensigraphie
Unter dem Begriff Forensigraphie (auch Forensigrafie) ist der Einsatz bildgebender Verfahren in der Forensik zu verstehen. Im Rahmen der Forensigraphie  werden mit Hilfe des Einsatzes bildgebender Verfahren und Methoden (mögliche) kriminelle Handlungen und ihre Folgen untersucht, analysiert und rekonstruiert. Sie stellt einen Oberbegriff für alle Anwendungen von Bildgebung dar, deren Zweck in der Untersuchung und Analyse krimineller Handlungen liegt. Dazu gehören sowohl Fahndungsfotos des Verdächtigten, Fotos des Tatortes und der Tatwaffe als auch Bilder des lebenden oder toten Opfers. Letzteres spricht die medizinische Forensigraphie an. Unter diesen Begriff sind Untersuchungsmethoden der medizinisch diagnostischen Bildgebung zu subsumieren, welche Bilddaten vom menschlichen Körper liefern und im Zusammenhang mit der Untersuchung und Analyse krimineller Handlungen eingesetzt werden. Die Medizinische Forensigraphie stellt eine wichtige Schnittstelle zwischen Kriminaltechnik und  Medizin dar, innerhalb welcher sie eindeutig dem Bereich der Rechtsmedizin zuzuordnen ist. Je nachdem, ob es um die Anwendung forensischer Radiologie am Toten geht, oder um forensische Radiologie am Lebenden, ist von Post-Mortem-Forensigraphie oder Klinischer Forensigraphie zu sprechen.

## Herkunft des Begriffs
Etymologisch lässt sich der Begriff Forensigraphie zum einen vom lateinischen Wort Forum, was so viel wie „Forum, Hauptplatz, Marktplatz“ bedeutet, herleiten. Das dazugehörige Adjektiv (forensis) bedeutet „zum Markt gehörig; öffentlich; gerichtlich“, da im alten Rom die Gerichtsverhandlungen öffentlich auf dem Marktplatz (Forum) durchgeführt wurden. Das Wortende von Forensigraphie stammt aus dem Altgriechischen: γράφειν (graphein) heißt übersetzt „schreiben, zeichnen, malen“. Das Subjekt ἡ γραφή (he graphe) ist mit „Schrift, Zeichnung, Malerei, Bild“ zu übersetzen. Demnach kann Forensigraphie wörtlich als „gerichtliches Bild“ übersetzt werden und genau ein solches soll mit dem Einsatz bildgebender Verfahren zu forensischen Zwecken gewonnen werden.